# Oghamstein von Boleycarrigeen
Der Oghamstein von Boleycarrigeen befindet sich in einem inneren Wall eines  Raths. Der kleine Oghamstein ist 0,76 m hoch, 0,3 m breit und 0,28 m dick. Die Inschrift lautet „VOTI“ und wurde von S. Ziegler auf 400–500 n. Chr. Datiert.
Der Stein ist ein Nationales Monument mit der Nummer 418.
Nicht weit entfernt befindet sich nördlich davon im gleichen Townland der Steinkreis von Boleycarrigeen.